# Jorge Chau
Jorge Albuquerque Sá (Maceió, 12 de julho de 1921 — Recife, 21 de janeiro de 2002), mais conhecido como Jorge Chau foi um apresentador de rádio e televisão brasileiro.
Iniciou suas atividades com 17 anos na Rádio Tabajara em João Pessoa. Chamado para substituir um radialista que se encontrava de férias, manifestou o interesse em comandar um programa. Com sua descontração convenceu o diretor da Rádio Tabajara, Aderbal de Araújo Jurema. Dias depois estreia o programa Valores Novos. Nesta época conheceu um jovem sanfoneiro que tocava próximo a rádio. Assim Sivuca passou a tocar no programa de Jorge Sá.
Depois Jorge Sá foi para Salvador onde participou de concursos para radialista, sendo contratado pela Rádio Excelsior da Bahia, fazendo fama por sua forma extrovertida. Sua saída foi marcada por um episódio pitoresco. Após dobrar o horário para cobrir a falta de um colega, ele anunciou “Vou dar uma parada, colocar só música, porque meu mal é fome”. Logo os ouvintes começaram a enviar para o estúdio aacarajés, abarás e vatapás. Foi punido pela direção da rádio com uma suspensão de três dias, levando o radialista a voltar para sua terra natal.
Durante uma visita a Recife, para conhecer os estúdios da Rádio Tamandaré, emissora pertencente a Assis Chateaubriand resolveu ficar, passando a trabalhar na Rádio Clube de Pernambuco, recém adquirida pelo empresário. Nessa ocasião iniciou a apresentação de programas policiais que o consagrariam.
Jorge Sá passou a encerrar os programas, despedindo-se dos ouvintes com gritos de tchau, passando a ser conhecido como Jorge Chau, apelido que assumiu até o final de sua carreira.